# Klępino
Klępino [pronunciación en polaco: /klɛmˈpinɔ/] (antes en alemán Klempin) es un pueblo ubicado en el distrito administrativo de Gmina Stargard, dentro del condado de Stargard, Voivodato de Pomerania Occidental, en el noroeste de Polonia. Se encuentra a unos 4 kilómetros al norte de Stargard y a 31 kilómetros al este de la capital regional Szczecin.
El pueblo tiene una población de 423 habitantes.